# Recurso no renovable

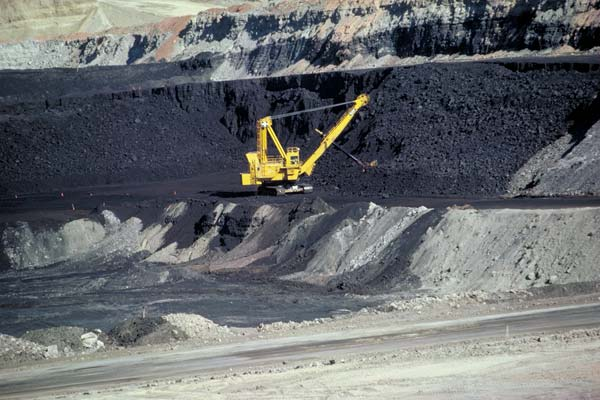
Una mina de carbón en Wyoming, Estados Unidos. El carbón, producido durante millones de años, es un recurso finito y no renovable en una escala de tiempo humana.

Un recurso no renovable (también llamado recurso finito) es un recurso natural que no se puede reemplazar fácilmente por medios naturales a un ritmo lo suficientemente rápido como para mantenerse al día con el consumo. Un ejemplo es el combustible fósil a base de carbono. La materia orgánica original, con la ayuda del calor y la presión, se convierte en un combustible como el petróleo o el gas. Los minerales de la tierra y los minerales metálicos, los combustibles fósiles (carbón, petróleo, gas natural) y el agua subterránea en ciertos acuíferos se consideran recursos no renovables, aunque los elementos individuales siempre se conservan (excepto en las reacciones nucleares).
Por el contrario, los recursos como la madera (cuando se recolecta de manera sostenible) y el viento (que se usa para alimentar sistemas de conversión de energía) se consideran recursos renovables, en gran parte porque su reabastecimiento localizado puede ocurrir dentro de marcos de tiempo significativos para los humanos también.

## Minerales terrestres y minerales metálicos

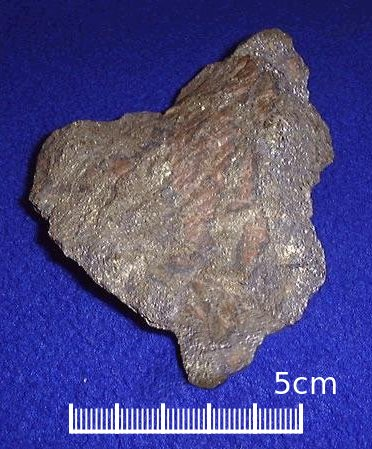
Mineral de oro crudo que finalmente se funde en metal dorado.

Los minerales terrosos y los minerales metálicos son ejemplos de recursos no renovables. Los metales en sí mismos están presentes en grandes cantidades en la corteza terrestre, y su extracción por parte de los humanos solo ocurre donde se concentran mediante procesos geológicos naturales (como calor, presión, actividad orgánica, meteorización y otros procesos) lo suficiente como para ser económicamente viables de extraer. Estos procesos generalmente toman de decenas de miles a millones de años, a través de la tectónica de placas, el hundimiento tectónico y el reciclaje de la corteza.
Los depósitos localizados de minerales metálicos cerca de la superficie que pueden ser extraídos económicamente por los humanos no son renovables en los períodos de tiempo humanos. Hay ciertos minerales y elementos de tierras raras que son más escasos y agotables que otros. Estos tienen una gran demanda en la fabricación, particularmente para la industria electrónica.

## Combustibles fósiles
Los recursos naturales como el carbón, el petróleo (petróleo crudo) y el gas natural tardan miles de años en formarse de forma natural y no se pueden reemplazar tan rápido como se consumen. Con el tiempo, se considera que los recursos de origen fósil serán demasiado costosos de cosechar y la humanidad deberá cambiar su dependencia a otras fuentes de energía como la solar o la eólica (ver Energía renovable).
Una hipótesis alternativa es que el combustible a base de carbono es virtualmente inagotable en términos humanos, si se incluyen todas las fuentes de energía a base de carbono, como los hidratos de metano en el fondo del mar, que son mucho mayores que todos los demás recursos de combustibles fósiles combinados. Estas fuentes de carbono también se consideran no renovables, aunque se desconoce su tasa de formación/reposición en el fondo marino. Sin embargo, aún no se ha determinado su extracción a costos y tasas económicamente viables.
En la actualidad, la principal fuente de energía que utilizan los seres humanos son los combustibles fósiles no renovables. Desde los albores de las tecnologías de motores de combustión interna en el siglo XIX, el petróleo y otros combustibles fósiles han tenido una demanda continua. Como resultado, la infraestructura convencional y los sistemas de transporte, que se instalan en los motores de combustión, siguen siendo prominentes en todo el mundo.
La economía de los combustibles fósiles de hoy en día es ampliamente criticada por su falta de renovabilidad, además de contribuir al calentamiento global.

## Combustibles nucleares

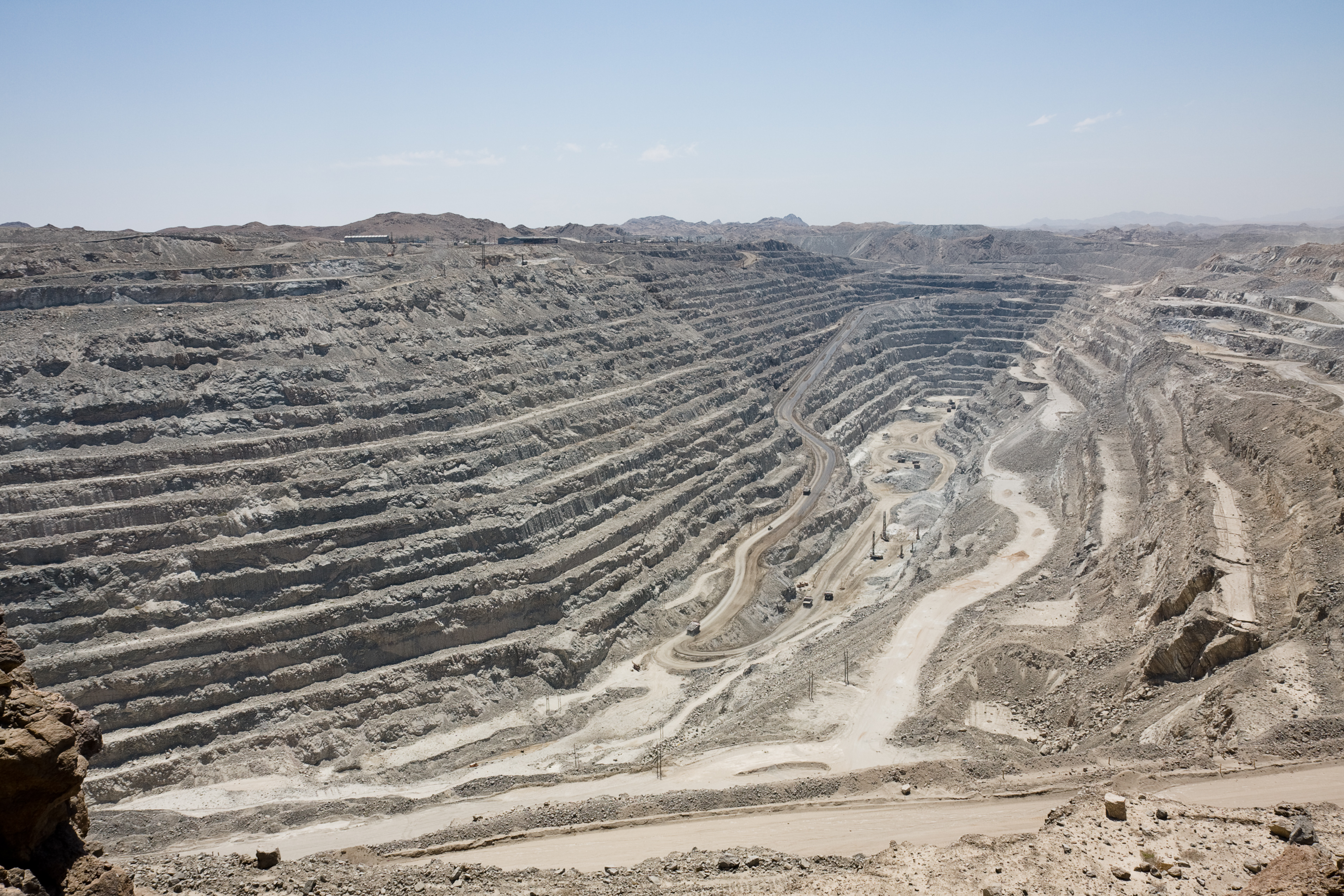
La mina de uranio de Rössing es la más antigua y una de las minas a cielo abierto más grandes del mundo; en 2005 produjo el ocho por ciento de las necesidades mundiales de óxido de uranio (3.711 toneladas). Sin embargo, las minas más productivas son la mina de uranio subterránea McArthur River en Canadá, que produce el 13% del uranio del mundo, y la mina polimetálica Olympic Dam en Australia, que a pesar de ser en gran parte una mina de cobre, contiene la reserva más grande conocida de mineral de uranio.

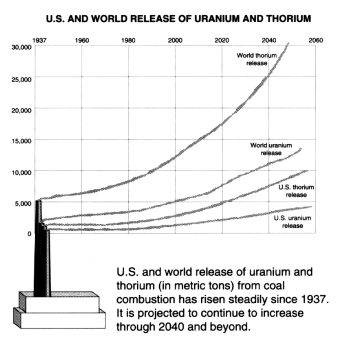
Liberación anual de radioisótopos de uranio y torio "tecnológicamente mejorados" o concentrados de origen natural que se encuentran naturalmente en el carbón y se concentran en las cenizas de carbón pesado/de fondo y las cenizas volantes en el aire. Según lo pronosticado por ORNL, acumulará 2.9 millones de toneladas durante el período 1937-2040, a partir de la combustión de un estimado de 637 mil millones de toneladas de carbón en todo el mundo. Estos 2,9 millones de toneladas de combustible de actínidos, un recurso derivado de las cenizas de carbón, se clasificarían como mineral de uranio de baja ley si ocurriera de forma natural.

En 1987, la Comisión Mundial de Medio Ambiente y Desarrollo (WCED) clasificó los reactores de fisión que producen más combustible nuclear fisible del que consumen (es decir, reactores reproductores) entre las fuentes de energía renovables convencionales, como la solar y la caída de agua. El American Petroleum Institute tampoco considera la fisión nuclear convencional como renovable, sino que el combustible de la energía nuclear de los reactores reproductores se considera renovable y sostenible, y señala que los desechos radiactivos de las barras de combustible nuclear gastado siguen siendo radiactivos y, por lo tanto, deben almacenarse con mucho cuidado durante varios cientos de años. Con el monitoreo cuidadoso de los productos de desecho radiactivo también se requiere el uso de otras fuentes de energía renovable, como la energía geotérmica.
El uso de tecnología nuclear que depende de la fisión nuclear requiere material radiactivo de origen natural como combustible. El uranio, el combustible de fisión más común, está presente en el suelo en concentraciones relativamente bajas y se extrae en 19 países. Este uranio extraído se utiliza para alimentar reactores nucleares generadores de energía con uranio-235 fisionable que genera calor que finalmente se utiliza para impulsar turbinas para generar electricidad.
A partir de 2013, solo se habían extraído del océano unos pocos kilogramos (imagen disponible) de uranio del océano en programas piloto y también se cree que el uranio extraído a escala industrial del agua de mar se repondría constantemente del uranio lixiviado del fondo del océano. mantener la concentración de agua de mar a un nivel estable. En 2014, con los avances logrados en la eficiencia de la extracción de uranio en agua de mar, un artículo de la revista Marine Science & Engineering sugiere que con los reactores de agua ligera como objetivo, el proceso sería económicamente competitivo si se implementa a gran escala.
La energía nuclear proporciona alrededor del 6% de la energía del mundo y del 13 al 14% de la electricidad mundial.  La producción de energía nuclear está asociada con una contaminación radiactiva potencialmente peligrosa, ya que depende de elementos inestables. En particular, las instalaciones de energía nuclear producen alrededor de 200.000 toneladas métricas de residuos de actividad baja e intermedia (LILW) y 10.000 toneladas métricas de residuos de alta actividad (HLW) (incluido el combustible gastado designado como residuo) cada año en todo el mundo.
Temas completamente separados de la cuestión de la sostenibilidad del combustible nuclear, se relacionan con el uso de combustible nuclear y los desechos radiactivos de alto nivel que genera la industria nuclear que, si no se contienen adecuadamente, son altamente peligrosos para las personas y la vida silvestre. Las Naciones Unidas (UNSCEAR) estimaron en 2008 que la exposición humana media anual a la radiación incluye 0,01 milisievert (mSv) del legado de pruebas nucleares atmosféricas pasadas más el desastre de Chernobyl y el ciclo del combustible nuclear, junto con 2,0 mSv de radioisótopos naturales y 0,4 mSv de rayos cósmicos; todas las exposiciones varían según la ubicación. El uranio natural en algunos ciclos ineficientes del combustible nuclear de los reactores, se convierte en parte de la corriente de desechos nucleares "once through", y de manera similar al escenario en el que este uranio permanecía naturalmente en el suelo, este uranio emite varias formas de radiación en una cadena de desintegración que tiene una vida media de aproximadamente 4.500 millones de años, el almacenamiento de este uranio no utilizado y los productos de reacción de fisión que lo acompañan han generado preocupación pública sobre los riesgos de fugas y contención, sin embargo, el conocimiento adquirido al estudiar la Reactor nuclear natural de Oklo Gabón, ha informado a los geólogos sobre los procesos probados que mantuvieron los desechos de este reactor nuclear natural de 2.000 millones de años que operó durante cientos de miles de años.

## Superficie terrestre
La superficie terrestre puede considerarse un recurso renovable y no renovable según el alcance de la comparación. La tierra se puede reutilizar, pero no se pueden crear nuevas tierras bajo demanda, por lo que desde una perspectiva económica es un recurso fijo con una oferta perfectamente inelástica.

## Recursos renovables

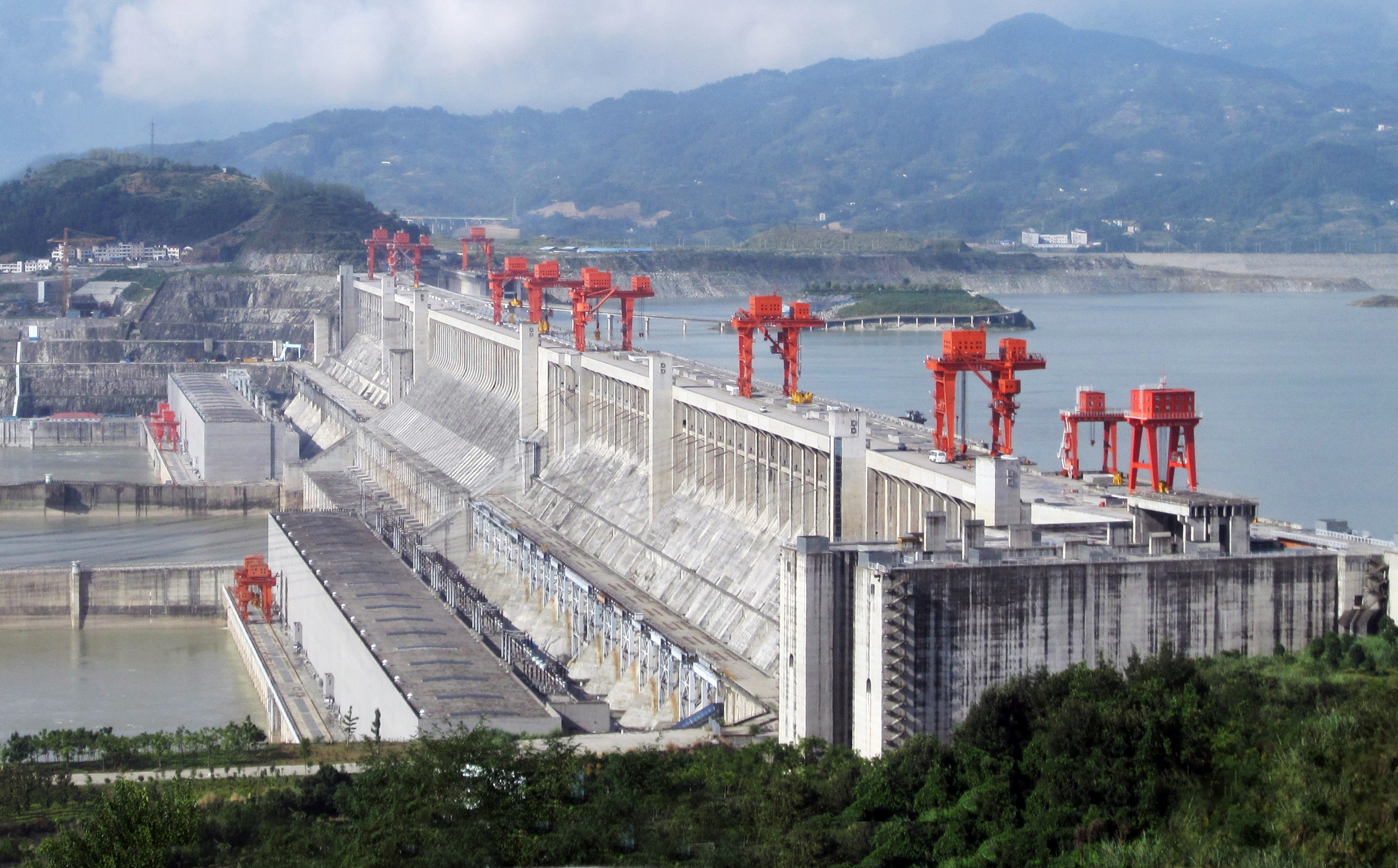
La presa de las Tres Gargantas, la estación generadora de energía renovable más grande del mundo.

Los recursos naturales, conocidos como recursos renovables, son reemplazados por procesos y fuerzas naturales persistentes en el entorno natural. Hay energías renovables intermitentes y recurrentes, y materiales reciclables, que se utilizan durante un ciclo biogeoquímico a lo largo de una cierta cantidad de tiempo y se pueden aprovechar para cualquier número de ciclos.
La producción de bienes y servicios mediante la fabricación de productos en sistemas económicos genera muchos tipos de desechos durante la producción y después de que el consumidor los ha utilizado. Luego, el material se incinera, se entierra en un vertedero o se recicla para su reutilización. El reciclaje convierte los materiales de valor que de otro modo se convertirían en desechos en recursos valiosos nuevamente.

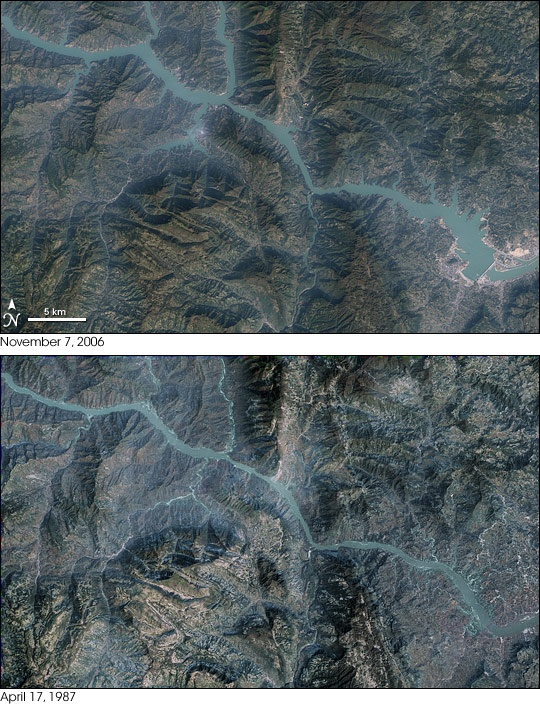
Mapa satelital que muestra las áreas inundadas por el embalse de las Tres Gargantas. Compárese el 7 de noviembre de 2006 (arriba) con el 17 de abril de 1987 (abajo). La estación de energía requirió la inundación de sitios arqueológicos y culturales y desplazó a unos 1,3 millones de personas, y está provocando cambios ecológicos importantes, incluido un mayor riesgo de deslizamientos de tierra. La presa ha sido un tema controvertido tanto a nivel nacional como internacional.

En el medio natural, el agua, los bosques, las plantas y los animales son todos recursos renovables, siempre que se controlen, protejan y conserven adecuadamente. La agricultura sostenible es el cultivo de materiales vegetales y animales de una manera que preserva los ecosistemas vegetales y animales y que puede mejorar la salud y la fertilidad del suelo a largo plazo. La sobrepesca de los océanos es un ejemplo de cómo una práctica o método industrial puede amenazar un ecosistema, poner en peligro especies y posiblemente incluso determinar si una explotación pesquera es sostenible para el uso humano. Una práctica o método industrial no regulado puede conducir a un agotamiento total de los recursos.
Las energías renovables del sol, el viento, las olas, la biomasa y la geotermia se basan en recursos renovables. Los recursos renovables como el movimiento del agua (energía hidroeléctrica, energía mareomotriz y energía undimotriz), la energía eólica y radiante de calor geotérmico (utilizada para energía geotérmica) y la energía solar (utilizada para energía solar) son prácticamente infinitos y no pueden agotarse, a diferencia de sus homólogos no renovables, que es probable que se agoten si no se utilizan con moderación.
La energía de las olas potencial en las costas puede proporcionar 1/5 de la demanda mundial. La energía hidroeléctrica puede suplir 1/3 de nuestras necesidades energéticas totales a nivel mundial. La energía geotérmica puede proporcionar 1,5 veces más la energía que necesitamos. Hay suficiente viento para alimentar el planeta 30 veces, la energía eólica podría satisfacer todas las necesidades de la humanidad por sí sola. Actualmente, la energía solar suministra solo el 0,1% de nuestras necesidades energéticas mundiales, pero hay suficiente para abastecer las necesidades de la humanidad 4.000 veces, la demanda total de energía proyectada para 2050.
La energía renovable y la eficiencia energética ya no son sectores de nicho promovidos solo por gobiernos y ambientalistas. Los crecientes niveles de inversión y que una mayor parte del capital proviene de actores financieros convencionales, ambos sugieren que la energía sostenible se ha convertido en la corriente principal y el futuro de la producción de energía, a medida que disminuyen los recursos no renovables. Esto se ve reforzado por las preocupaciones sobre el cambio climático, los peligros nucleares y la acumulación de desechos radiactivos, los altos precios del petróleo, el pico petrolero y el creciente apoyo del gobierno a las energías renovables. Estos factores son la comercialización de energías renovables, la ampliación del mercado y la creciente demanda, la adopción de nuevos productos para reemplazar la tecnología obsoleta y la conversión de la infraestructura existente a un estándar renovable.

## Modelos económicos
En economía, un recurso no renovable se define como un bien, donde un mayor consumo hoy implica un menor consumo mañana. David Ricardo en sus primeros trabajos analizó el precio de los recursos agotables, donde argumentó que el precio de un recurso mineral debería aumentar con el tiempo. Sostuvo que el precio spot siempre lo determina la mina con el costo de extracción más alto, y los propietarios de minas con costos de extracción más bajos se benefician de una renta diferencial. El primer modelo está definido por la regla de Hotelling, que es un modelo económico de 1931 de gestión de recursos no renovables de Harold Hotelling. Muestra que la explotación eficiente de un recurso no renovable y no aumentable conduciría, en condiciones de otro modo estables, a un agotamiento del recurso. La regla establece que esto daría lugar a un precio neto o "regla de Hotelling" que aumentaría anualmente a una tasa igual a la tasa de interés, lo que refleja la creciente escasez de recursos. La regla de Hartwick proporciona un resultado importante sobre la sostenibilidad del bienestar en una economía que utiliza fuentes no renovables.